# Psicodomorfs
Els psicodomorfs (Psychodomorpha) són un infraordre de dípters del subordre dels nematòcers.

## Superfamílies
- Superfamília Anisopodoidea
  - Anisopodidae
  - Mycetobiidae
- Superfamília Psychodoidea
  - Psychodidae
- Superfamília Scatopsoidea
  - Canthyloscelidae
  - Scatopsidae